# Marisa
Marisa is een bestuurslaag in het regentschap Alor van de provincie Oost-Nusa Tenggara, Indonesië. Marisa telt 1043 inwoners (volkstelling 2010).